# Camilo Osias

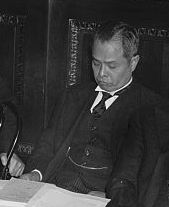
Osias als Voorzitter van de Filipijnse Senaat

Camilo Osias (Balaoan, 23 maart 1889 – Manilla, 20 mei 1976) was een Filipijns politicus en schrijver. Osias was Filipijns afgevaardigde in het Amerikaans Huis van Afgevaardigden, afgevaardigde van het Filipijns Assemblee en drie termijnen lid van de Filipijnse Senaat. In zijn tweede termijn als senator was hij tweemaal gedurende een korte periode voorzitter van de Senaat.

## Biografie
Osias werd geboren in Balaoan in de provincie La Union, zijn ouders waren Manuel Osias en Gregoria Olaviano. Na zijn lagere en middelbareschoolopleiding in Balaoan, Vigan en San Fernando vertrok hij in 1905 met een beurs van de overheid voor zijn studie naar de Verenigde Staten. Hij behaalde in 1908 zijn diploma aan de Western Illinois State Teachers College in Macomb en in 1910 studeerde hij af als docent aan Columbia University in New York.
Na zijn terugkeer in de Filipijnen ging hij werken als docent. Later was hij van 1915 tot 1916 de eerste Filipijnse Superintendent of Schools. Van 1917 tot 1921 was hij assistent-directeur Onderwijs. Ook nam hij van 1919 tot 1920 deel aan de eerste Filipijnse onafhankelijkheidsmissie naar de Verenigde Staten en was hij van 1919 tot 1921 docent aan de University of the Philippines. Aansluitend was van 1921 tot 1936 president van de National University.
Zijn politieke carrière begon met zijn verkiezing in de Filipijnse Senaat in 1925. In 1928 werd hij gekozen als Filipijns afgevaardigde in het Amerikaans Huis van Afgevaardigden, een functie waarin hij voortdurend aan het lobbyen was voor meer Filipijnse onafhankelijkheid. Zijn termijn in de Verenigde Staten begon op 4 maart 1929 en duurde tot 3 januari 1935. In 1934 deed hij zonder succes mee aan de verkiezingen voor de Filipijnse Senaat. Wel was hij een van de afgevaardigden op de Constitutionele Conventie voor de nieuwe Filipijnse Grondwet van 1935. Ook werd hij voor een termijn van drie jaar gekozen als afgevaardigde in het Nationaal Assemblee namens de provincie La Union. In 1939 was hij lid van de economische missie van de Filipijnen naar de Verenigde Staten en tevens was hij voorzitter van onderwijs-missies in 1938 en 1941. Terug in zijn vaderland werd hij in 1941 voorzitter van de National Council of Education en was hij directeur van publiciteit en propaganda tot 1942. Ook was hij in 1941 voorzitter van de National Cooperative Administration en wat later assistent-commissaris van het Ministerie van Onderwijs, Gezondheid en Publiek Welzijn. Aansluitend was hij Minister van Onderwijs tot 1945.
In 1947 werd Osias opnieuw gekozen tot senator, ditmaal voor een termijn van zes jaar. Aan het einde van deze periode was in 1952 en in 1953 tweemaal gedurende een korte periode voorzitter van de Filipijnse Senaat. In 1953 nam hij het op de partijconventie van de Nacionalista Party in de strijd om de nominatie als presidentskandidaat op tegen Ramon Magsaysay. Hij verloor de nominatie en Magsaysay werd uiteindelijk gekozen tot president van de Filipijnen. Nadien stapte hij over naar de Liberal Party. Bij de Filipijnse verkiezingen van 1961 won hij namens die partij een nieuwe termijn van zes jaar in de Filipijnse Senaat.
Naast zijn werk als docent en zijn politieke carrière was Osias ook schrijver. Hij produceerde vele boeken waaronder, Philippine Readers, The Filipino Way of Life en Rizal: His Life and Times.
Osias overleed in 1976 op 87-jarige leeftijd in Manilla.